# Sabrina Le Beauf
Sabrina Le Beauf (* 21. März 1958 in New Orleans, Louisiana) ist eine US-amerikanische Schauspielerin. Aufgewachsen ist die Tochter eines Afroamerikaners und einer weißen Mutter englischer Herkunft in Los Angeles. Le Beauf war von 1987 bis 1996 mit Michael Reynolds verheiratet. Heute lebt sie in New York.
Le Beauf hat unter anderem an der Yale University’s School of Drama studiert. Dort war sie Klassenkameradin von Angela Bassett.
Bekannt geworden ist Le Beauf mit ihrer Darstellung der Sondra Huxtable in der US-amerikanischen Sitcom Die Bill Cosby Show. Sie spielt dort die Tochter der gerade mal zehn Jahre älteren Phylicia Rashad (Claire Huxtable). Für diese Rolle hatte sich unter anderem auch die damals 21-jährige Whitney Houston beworben, doch die 26-jährige LeBeauf erhielt letztendlich die Rolle. Ihr Aussehen gab immer wieder Anlass zu kontroversen Diskussionen unter den Fans der Serie. Da sie wegen ihrer Herkunft eine hellere Hautfarbe hat, fiel es vielen schwer, sie als Tochter ihrer beiden afroamerikanischen Serieneltern zu sehen.
Le Beauf ist gelegentlich in US-amerikanischen Fernsehproduktionen zu sehen, unter anderem in der Star-Trek-Doppelfolge Der Schachzug (Originaltitel: Gambit) als Fähnrich Giusti, häufiger jedoch auf der Bühne. So spielte sie schon einige Rollen in Shakespeare-Produktionen der Shakespeare Theatre Company in Washington, D.C. Neben ihrer schauspielerischen Tätigkeit arbeitet die Vegetarierin Le Beauf als Innenarchitektin. Ende 2007 spielte sie die Hauptrolle Leila im Kinofilm The Stalker Within von Arlene J.M. Grant.